# Обельниця
О́бельниця (пол. Obelnica) —село в Україні, у Рогатинській міській громаді Івано-Франківського району Івано-Франківської області. 

## Історія
Згадується 10 лютого 1438 року в книгах галицького суду .
У податковому реєстрі 1515 року в селі документується млин і 2 лани (близько 50 га) оброблюваної землі та ще 2 лани тимчасово вільної.
У 1939 році в селі проживало 650 мешканців (640 українців, 5 євреїв і 5 німців та інших національностей).
Найдавніша письмова згадка про село датується 1378 р.
12 червня 2020 року, відповідно до Розпорядження Кабінету Міністрів України  № 714-р «Про визначення адміністративних центрів та затвердження територій територіальних громад Івано-Франківської області», увійшло до складу Рогатинської міської громади.
19 липня 2020 року, в результаті адміністративно-територіальної реформи та ліквідації Рогатинського району, село увійшло до складу новоутвореного Івано-Франківського району.

## Пам'ятки
- Церква святого Миколая, раніше — філіяльна.